# Шахт, Эрнст Генрихович
Эрнст Ге́нрихович Шахт (1904—1942) — советский лётчик бомбардировочной авиации и военачальник, Герой Советского Союза (31.12.1936). Генерал-майор авиации (4.06.1940).

## Биография
Родился 14 апреля 1904 года в городе Базель (Швейцария). Немец. В 1918—1921 годах работал подручным маляра, учеником электромонтёра на заводе.
С 1918 года занимался политической деятельностью, был членом Коммунистического союза молодёжи (КСМ) Швейцарии. В июле-ноябре 1921 — технический секретарь Центрального комитета КСМ Швейцарии, с ноября 1921 года — представитель ЦК КСМ Швейцарии при Берлинском бюро Коммунистического Интернационала молодёжи (КИМ). Из-за политических преследований в апреле 1922 года эмигрировал в СССР.
В 1922—1923 годах работал электромонтёром в Международном рабочем комитете помощи голодающим в Москве.
В армии с мая 1923 года. В 1924 году окончил Борисоглебскую военную авиационную школу лётчиков, в 1925 году — Высшую школу воздушной стрельбы и бомбометания (город Серпухов). Служил в строевых частях ВВС (в Московском военном округе).
С декабря 1926 года по декабрь 1931 года участвовал в ликвидации басмачества в должностях командира звена 35-го авиаотряда и 37-й авиаэскадрильи (Среднеазиатский военный округ). В 1929 году за мужество и героизм, проявленные в этих боевых вылетах, был награждён орденом Красного Знамени.
В 1931 году окончил Курсы усовершенствования начальствующего состава при Военно-воздушной академии имени Н. Е. Жуковского. С декабря 1931 года — командир Эскадрильи особого назначения, которая базировалась на Центральном аэродроме в Москве и занималась перевозкой высшего командного состава Красной Армии. В мае 1936 года за высокие показатели в лётной подготовке был награждён орденом Ленина.
Участник боевых действий в Испании с сентября 1936 года по февраль 1937 года. Вначале занимался обучением испанских лётчиков на аэродроме Алькала-де-Энарес, а с октября 1936 года командовал 1-й бомбардировочной авиаэскадрильей. 28 октября 1936 года эскадрилья под его командованием совершила первый боевой вылет авиации на бомбардировку фашистских позиций. Всего совершил в Испании несколько десятков боевых вылетов на бомбардировщике СБ.
Указом ВЦИК СССР от 31 декабря 1936 года майору Шахту Эрнсту Генриховичу за мужество и героизм, проявленные при выполнении воинского долга, присвоено звание Героя Советского Союза с вручением ордена Ленина. После учреждения знака особого отличия ему была вручена медаль «Золотая Звезда» № 15.
В 1936 году в СССР из Швейцарии переехали родители Эрнста Генриховича Шахта. В Швейцарии остались его брат и сестра, с которыми Шахт поддерживал связь.
С июня 1937 года — начальник Липецкой высшей лётно-тактической школы (в 1938 году переформирована в Липецкие высшие авиационные курсы усовершенствования). 4 июля 1937 года ему присвоено воинское звание «комбриг».
С августа 1939 года — начальник Рязанских высших курсов усовершенствования ВВС. В 1940 году окончил Высшие академические курсы при Военной академии Генштаба. В апреле 1940 года назначен командиром 167-го резервного авиационного полка (город Рязань), в котором отрабатывалась методика «слепых» полётов.  4 июня 1940 года Шахту было присвоено звание генерал-майора авиации. С ноября 1940 года — заместитель командующего ВВС Орловского военного округа по высшим учебным заведениям.
30 мая 1941 года арестован «как германский шпион и участник антисоветского военного заговора, передававший немцам шпионские сведения о советском самолётостроении». Следствием по его делу, как и по делам других арестованных военачальников, руководил начальник следственной части по особо важным делам НКВД Л.Е.Влодзимирский.  13 февраля 1942 года постановлением Особого совещания НКВД СССР Э.Шахт был приговорён к высшей мере наказания и 23 февраля 1942 года расстрелян.
Э.Шахт посмертно реабилитирован в 1955 году, а в 1960 году восстановлен в звании Героя Советского Союза и в правах на государственные награды. Место захоронения неизвестно. На Введенском кладбище в Москве установлен кенотаф.
Жена Шахта была арестована 31 июля 1941 года и была приговорена к расстрелу по обвинению в «шпионаже в пользу Германии». Она проходила по тому же делу, что и ее муж.  Несмотря на многочисленные допросы, она не признала вину и никого не оклеветала.  Реабилитирована в 1955 году «за отсутствием состава преступления». Две дочери после гибели родителей попали в детский дом, позже их удочерили. Они нашли друг друга в 1954 году.  Родители Шахта  — Генрих Эрнстович (1875 г.р.) и  Фридолина-Иоганна Иосифовна (1871 г.р.) в сентябре 1941 года были депортированы в Карагандинскую область, а через год им дали по пять лет как «членам семьи изменника Родины». Об их дальнейшей судьбе ничего не известно.
В рамках проекта «Последний адрес» на доме по адресу Страстной бульвар, 8/23, где перед арестом проживала семья Шахт, установлены памятные табличка (в 2018 году — памяти Э.Шахта, в 2019 году — памяти его жены).

## Семья
Жена (с 1933 г.) — Маргарита (Эмма) Бюргин-Фишер (1904—1942), с которой Э.Шахт был знаком с детства. В 1928 году она приехала в СССР,  работала текстильщицей на фабрике «Пролетарский труд», а с 1930 года — в архивном отделе Коминтерна. 
Дочери:  Рита (1934 г.р.), Долорес (1938 г.р.).

## Награды
- Герой Советского Союза (31.12.1936)
- 2 ордена Ленина (25.05.1936, 31.12.1936)
- орден Красного Знамени (1929)
- медаль «XX лет РККА» (1938)